# Quân khu số 1
Quân khu số 1 là một chương trình về chiến đấu giữa các quân khu do Đài Truyền hình Việt Nam và Bộ Quốc phòng phối hợp thực hiện. Chương trình được phát sóng trên kênh VTV3 từ ngày 30 tháng 4 năm 2022, và là sự kế thừa từ các chương trình về quân đội từng được VTV sản xuất trước đó như Chúng tôi là chiến sĩ và Chiến sĩ 2020.

## Lịch sử

### 2006–2019: Chúng tôi là chiến sĩ
Năm 2006, từ ý tưởng về một trò chơi truyền hình dành cho lực lượng quân đội, Đài Truyền hình Việt Nam với sự hỗ trợ của Tổng công ty Viễn thông Quân đội Viettel đã cho ra mắt chương trình Chúng tôi là chiến sĩ. Tên gọi ban đầu của chương trình do nhà báo Lại Văn Sâm và ê-kíp sản xuất đưa ra là Chúng tôi là người lính, tuy nhiên đã tạo nên nhiều tranh luận về việc sử dụng từ "người lính" để chỉ quân đội Việt Nam. Trung tướng Phạm Hồng Thanh - lúc đó là phó Chủ nhiệm Tổng cục Chính trị - đã đề xuất tên gọi Chúng tôi là chiến sĩ theo 10 Lời thề danh dự của Chủ tịch Hồ Chí Minh soạn ra, và sau đó đã được chọn làm tên chính thức của chương trình.
Chương trình đầu tiên được ghi hình vào ngày 28 tháng 8 năm 2006 và lên sóng vào ngày 7 tháng 9 năm 2006, nhân dịp kỷ niệm 36 năm thành lập Đài Truyền hình Việt Nam (1970–2006). Trong thời gian đầu, chương trình được phát sóng trên kênh VTV3 lúc 21 giờ các ngày thứ Năm hàng tuần và phát lại vào sáng thứ Ba trên kênh VTV4. Từ ngày 25 tháng 10 năm 2013, chương trình thay đổi lịch phát sóng từ tối thứ Bảy sang tối thứ Sáu vào lúc 20:00. Bên cạnh đó, Chúng tôi là chiến sĩ cũng được phát lại đều đặn trên Kênh Truyền hình Quốc phòng Việt Nam, trở thành cầu nối của khán giả thuộc mọi vùng miền đất nước với các chiến sĩ trẻ trong Quân đội nhân dân Việt Nam.
Vào ngày 20 tháng 12 năm 2019, Gala Chúng tôi là chiến sĩ năm thứ 13 được lên sóng, đánh dấu sự kết thúc của phiên bản Chúng tôi là chiến sĩ sau gần 700 số phát sóng.

### 2020–2022:Chiến sĩ 2020vàChúng tôi - Chiến sĩ
Từ ngày 3 tháng 1 năm 2020, Chúng tôi là chiến sĩ được thay đổi theo một format mới với tên gọi đơn giản hơn, Chiến sĩ 2020, phát sóng vào lúc 20:00 thứ Sáu hàng tuần (20:30 từ ngày 7 tháng 2 năm 2020). Nội dung của chương trình mới này vẫn là về những người lính, với ba phần chính: Chân dung chiến sĩ, Chiến sĩ thép và Chúng tôi nói về chúng tôi.
Từ tháng 5 năm 2020, chương trình còn cho ra mắt các phiên bản đặc biệt:
- Đồng đội (22 tháng 5 - 10 tháng 7 và 25 tháng 9 - 1 tháng 1 năm 2021): Phiên bản kết hợp giữa các chiến sĩ của đơn vị tham gia chương trình và ba nghệ sĩ khách mời.[11][12]
- Chiến sĩ thép (17 tháng 7 - 18 tháng 9).[13][14]

Vào ngày 15 tháng 1 năm 2021, sau khi kết thúc Chiến sĩ 2020, chương trình tiếp tục được đổi tên thành Chúng tôi - Chiến sĩ, đồng thời đây cũng là năm phát sóng thứ 15 của Chúng tôi là chiến sĩ và là năm đầu tiên trở lại từ Chiến sĩ 2020. Từ ngày 3 tháng 4 năm 2021 cho đến khi chương trình kết thúc vào ngày 9 tháng 4 năm 2022, Chúng tôi - Chiến sĩ được phát sóng vào lúc 10:00 sáng thứ Bảy hàng tuần.

### 2022–nay:Quân khu số 1
Từ ngày 30 tháng 4 năm 2022, chương trình Chúng tôi - Chiến sĩ lên sóng một phiên bản hoàn toàn mới với tên gọi Quân khu số 1, với sự phối hợp giữa Tổng cục Chính trị Quân đội nhân dân Việt Nam và Đài Truyền hình Việt Nam. Quân khu số 1 là một cuộc thi đấu bao gồm 8 đội chơi, đại diện cho 7 Quân khu (1, 2, 3, 4, 5, 7, 9) và Bộ Tư lệnh Thủ đô Hà Nội để tìm ra Quân khu tinh nhuệ nhất trong mỗi mùa của cuộc thi (kéo dài trong hai năm, bắt đầu từ năm trước và kết thúc vào năm kế tiếp). Mỗi đội chơi bao gồm 6 thành viên thuộc 6 binh chủng khác nhau.

#### Mùa giải 2022–23
Trong mùa giải đầu tiên (2022–23), 8 đội được chia thành hai bảng A (Quân khu 1, 2, 3 và Bộ Tư lệnh Thủ đô Hà Nội) và B (các Quân khu 4, 5, 7, 9). Cấu trúc chương trình như sau:
- Tại vòng 1 và vòng 2, các đội được chia vào hai bảng với số đội bằng nhau. Các đội trong mỗi bảng thi đấu vòng tròn tính điểm (một lượt ở vòng 1 và hai lượt ở vòng 2), đội đứng cuối bảng trong mỗi vòng sẽ bị loại.
- Vòng tứ kết và bán kết, các đội thi đấu vòng tròn một lượt với nhau, đội xếp cuối cùng trong số các đội sẽ bị loại.
- Tại trận chung kết, hai đội vượt qua vòng bán kết sẽ thi đấu với nhau theo thể thức một lượt để tìm ra đội vô địch.

Mỗi cặp đấu bao gồm 3 chặng thi. Thành tích của đội được tính trên thời gian, điểm kỹ thuật và điểm chiến thuật; đội có tổng thời gian ngắn hơn sẽ là đội giành chiến thắng trong cặp đấu đó và được tính 1 điểm trong bảng đấu. Khi có nhiều đội bằng điểm nhau, sẽ ưu tiên xét thành tích đối đầu. Với các trận đấu loại trực tiếp áp dụng thể thức hai lượt, đội chiến thắng được xác định theo tổng thành tích của cả hai lượt đấu.
Kết quả chung cuộc, đội Quân khu 1 là đội vô địch với danh hiệu "Quân khu số 1" và đội Quân khu 2 giành vị trí á quân của mùa giải này.

#### Mùa giải 2023–24
Từ ngày 29 tháng 4 năm 2023, tên gọi của chương trình được bổ sung thành Quân khu số 1 – Thách đấu cho mùa giải thứ hai. Mùa này có sự tham gia 14 đội chơi đến từ 20 đơn vị trong khắp Quân đội nhân dân Việt Nam, đại diện cho 7 Quân khu (1, 2, 3, 4, 5, 7, 9), 4 Quân đoàn (1, 2, 3, 4), các Quân chủng (gồm Quân chủng Hải quân và Quân chủng Phòng không-Không quân), các Binh chủng (Pháo binh, Công binh, Tăng Thiết giáp, Đặc công, Hoá học, Thông tin) và Bộ Tư lệnh Thủ đô Hà Nội. Đương kim vô địch Quân khu 1 và đương kim á quân Quân khu 2 được đặc cách vào vòng 2, trong khi 12 đội còn lại tham dự từ vòng 1 và được chia làm 6 cặp đấu. Các đội thi đấu loại trực tiếp hai lượt trận trong suốt mùa giải này.
Sau trận chung kết (phát sóng vào các ngày 27 tháng 4 và 4 tháng 5 năm 2024), đội Quân khu 3 là đội vô địch với danh hiệu "Quân khu số 1" của mùa giải và đội Quân đoàn 3 giành danh hiệu á quân.

#### Mùa giải 2024–25

Sơ đồ thi đấu của Quân khu số 1 – Thách đấu mùa giải 2024–25.

Mùa giải thứ ba của Quân khu số 1 – Thách đấu được khởi động từ ngày 6 tháng 7 năm 2024 với một vài thay đổi về luật chơi. Số đội tham dự mùa này giảm xuống còn 13 đội (do Quân đoàn 1 và Quân đoàn 2 được hợp nhất thành Quân đoàn 12). Số chặng thi đấu ở mỗi trận giảm từ 3 xuống còn 2, và chó nghiệp vụ lần đầu tiên được sử dụng cho cuộc thi.
Thay cho thể thức đối kháng như hai mùa trước, mùa giải này áp dụng thể thức thi đấu đơn cho vòng đầu tiên (mỗi trận đấu chỉ có phần thi của một đội chơi), diễn ra trong hai lượt. Vòng thứ nhất bao gồm 11 đội, trong đó 8 đội có thành tích xuất sắc nhất sẽ giành quyền vào vòng 2 cùng đương kim vô địch Quân khu 3 và á quân mùa trước Quân đoàn 3, những đội được miễn thi đấu ở vòng 1. Từ vòng này, các đội được bắt cặp thi đấu loại trực tiếp với nhau cho đến khi tìm ra nhà vô địch.

## Âm nhạc
Chương trình sử dụng bài hát "Ước mơ người chiến sĩ" do nhạc sĩ Lưu Hà An soạn nhạc và viết lời. Bài hát này được sử dụng từ khi chương trình bắt đầu được phát sóng và vẫn được sử dụng qua các phiên bản Chiến sĩ 2020 và Chúng tôi - Chiến sĩ.
Trước đây, chương trình còn sử dụng bài hát "Câu chuyện tình yêu" (sau được đổi tên là "Câu chuyện bình minh") do nhạc sĩ Nguyễn Thanh Thủy sáng tác, chỉ được sử dụng trong phần chơi Tình yêu chiến sĩ. Bài hát sau đó đã bị loại bỏ, nhưng vẫn được sử dụng trong một vài số phát sóng của hai phiên bản nói trên.
Trong phiên bản Quân khu số 1, chương trình sử dụng bài nhạc "Tiến bước dưới quân kỳ" của nhạc sĩ Doãn Nho. Từ mùa giải 2023–24, chương trình sử dụng bài hát chủ đề "Quân khu số 1" do nhạc sĩ Nguyễn Thanh Minh sáng tác.

## Người dẫn chương trình
- 7 tháng 9 năm 2006 - 12 tháng 9 năm 2009: Lại Văn Sâm (biệt danh "Binh nhì") và Nguyễn Hoàng Linh (biệt danh "Đại tá") [20][21]
- 19 tháng 9 năm 2009 - 2011 và 14 tháng 1 năm 2012 - 2014: Nguyễn Hoàng Linh (có thời gian được tạm thay thế bởi Vũ Thu Trang và Minh Hà) và Trần Quang Minh (có lúc được tạm thay thế bởi Lại Văn Sâm). Từ ngày 3 tháng 1 đến 20 tháng 2 năm 2014, nhà báo Lại Văn Sâm dẫn dắt cùng MC Minh Hà trong bối cảnh Quang Minh có chuyến công tác ở Ecuador.[22][23]
- Trong Gala mừng sinh nhật năm 2014 và năm 2016, diễn viên hài Quang Thắng còn là người đồng hành của chương trình với những MC khác trong suốt thời gian phát sóng.
- Từ đầu năm 2015, diễn viên Việt Anh thay thế vị trí của Trần Quang Minh để đồng hành cùng Hoàng Linh cho đến hết đầu tháng 10 năm 2015.
- Từ giữa tháng 10 năm 2015, Đức Bảo đồng hành cùng Hoàng Linh cho đến ngày 23 tháng 4 năm 2022.
- Năm 2019, Đặng Quốc Duy đồng hành cùng MC Hoàng Linh cho các số ghi hình tại Cầu cảng vùng 2 Hải quân - Quân chủng Hải quân.
- Trong số phát sóng ngày 26 tháng 2 năm 2022, Hồng Phúc đồng dẫn cùng Hoàng Linh cho số ghi hình tại Bệnh viện Quân y 175.
- Trong các trận đấu của Quân khu số 1, sẽ có một ban bình luận bao gồm nhà báo Tạ Bích Loan, BTV Hoàng Anh và 1 bình luận viên khách mời (2 bình luận viên khách mời từ mùa giải 2024/25, thường đến từ quân khu đăng cai vòng đấu tương ứng) ở trong 1 cabin bình luận. Từ  ngày 5/4/2025, MC Huyền Trang (Mù Tạt) là người thay cho nhà báo Tạ Bích Loan.

## Phát sóng

### Phát chính

#### Chúng tôi là chiến sĩ
- 7/9/2006 - 27/9/2007: 21:00 thứ Năm[24]
- 6/10/2007 - 21/3/2009; 5/1/2013 - 19/10/2013: 20:00 thứ Bảy[25]
- 28/3/2009 - 25/4/2009: 20:30 thứ Bảy
- 2/5/2009 - 29/12/2012: 20:05 hoặc 20:10 thứ Bảy
- 25/10/2013 - 27/12/2019: 20:00 thứ Sáu

#### Chiến sĩ 2020 và Chúng tôi - Chiến sĩ
- 3/1/2020 - 31/1/2020: 20:00 thứ Sáu
- 7/2/2020 - 26/3/2021: 20:30 thứ Sáu
- 3/4/2021 - 9/4/2022: 10:00 thứ Bảy

#### Quân khu số 1
- 30/4/2022 - nay: 10:00 thứ 7

### Phát lại
- Trên VTV3: 
  - 04:30 sáng thứ Sáu (8/9/2006 - 29/12/2007)
  - 02:10 sáng Chủ Nhật, 09:15 sáng thứ Ba (7/2/2023 - nay),
  - 12:50 trưa thứ Hai (4 tháng 12 năm 2023, thay thế cho Vui sống mỗi ngày)
  - 12:50 trưa thứ Tư (13 tháng 12 năm 2023 - nay, thay thế cho Vui sống mỗi ngày)
- Trên VTV4: 
  - Sáng thứ Ba (2006 - 9/2007)
  - 17:00 chiều thứ Ba (10/2007 - nay).
- Trên VTV6: 
  - 20:30 thứ Sáu (16/4/2021 - 15/4/2022; 27/5/2022 - 7/10/2022)
  - 19:00 thứ Sáu (2 và 9/4/2021)
  - 19:00 Chủ nhật (7/8/2022 - 9/10/2022).
- Trên QPVN: 
  - 10:15 sáng thứ Bảy
  - 8:30 sáng thứ Hai.

## Các vụ bê bối xoay quanh chương trình

### Sử dụng bài hát bị cấm lưu hành tại Việt Nam
Trong số phát sóng ngày 20 tháng 12 năm 2013, VTV đã phát sóng một phần lời bài hát Người yêu của lính (Trần Thiện Thanh), mang tính chất ca ngợi lính thuộc chế độ Việt Nam Cộng hòa (thuộc danh mục bài hát bị cấm lưu hành).

## Tạm ngừng phát sóng hoặc thay đổi khung giờ phát sóng
Trong suốt thời gian phát sóng, chương trình đã có nhiều lần phải tạm dừng hoặc thay đổi việc ghi hình và phát sóng theo kế hoạch, chủ yếu do bị trùng vào thời điểm diễn ra các sự kiện đặc biệt. Các chương trình bị hoãn đã được phát sóng trở lại ở tuần sau đó. Cụ thể:

### Tạm ngừng phát sóng

#### Chúng tôi là chiến sĩ
- 22 tháng 8 năm 2009, do trùng với trận chung kết giải bóng chuyền nữ quốc tế VTV Cup 2009.
- 31 tháng 7 năm 2010, do trùng với trận chung kết giải bóng chuyền nữ quốc tế VTV Cup 2010.
- 21 tháng 8 năm 2010, do trùng với đêm chung kết cuộc thi Hoa hậu Thế giới người Việt 2010.
- 12 tháng 10 năm 2013, do trùng với lễ Quốc tang Đại tướng Võ Nguyên Giáp.
- 8 - 15 tháng 9 năm 2017 và trở lại ngày 22 tháng 9 cùng năm.
- 19 tháng 10 năm 2018 và trở lại ngày 26 tháng 10 cùng năm.
- 3 tháng 5 năm 2019, do trùng với lễ Quốc tang Đại tướng, Nguyên Chủ tịch nước Lê Đức Anh.[27]

#### Chiến sĩ 2020
- Hủy 3 đợt ghi hình trong tháng 2 năm 2020 để phòng chống dịch COVID-19.
- Ngày 7 tháng 3 năm 2020, sau khi phát hiện 4 ca mới dương tính với virus SARS-CoV-2 trong cộng đồng tại Việt Nam, ê-kíp Chiến sĩ 2020 đã hoãn 3 đợt ghi hình còn lại trong tháng 3 năm 2020 (sau 2 đợt 27 - 28 tháng 2 và 5 - 6 tháng 3 cùng năm đó).
- Ngày 14 tháng 8 năm 2020, do trùng với lễ Quốc tang Nguyên Tổng bí thư Lê Khả Phiêu.[28]
- Ngày 20 tháng 11 năm 2020, do trùng với đêm chung kết Hoa hậu Việt Nam 2020.

#### Quân khu số 1
- Ngày 21 tháng 1 năm 2023 (30 Tết) và 10 tháng 2 năm 2024 (Mùng 1 Tết), do trùng với thời điểm phát sóng các chương trình dịp Tết Nguyên Đán.

### Thay đổi giờ phát sóng do trùng với sự kiện đặc biệt

#### Chúng tôi là chiến sĩ và Chiến sĩ 2020
- Chuyển giờ phát sóng các số ngày 28 tháng 3 và 18 tháng 4 năm 2009 sang 20:35; số ngày 4 tháng 4 năm 2009 sang 20:25; các số ngày 11 và 25 tháng 4 năm 2009; sang 20:20 để phát sóng chương trình 72 giờ: Thách thức sức bền.
- Chuyển giờ phát sóng các số từ 2 tháng 5 năm 2009 - 29 tháng 12 năm 2012 sang 20:05 hoặc 20:10 để phát sóng các chương trình Tôi yêu Việt Nam, Con yêu của mẹ.
- Chuyển khung giờ phát sóng số ngày 12 tháng 10 năm 2013 sang 15:00 ngày 14 tháng 10 năm 2013, do trùng với lễ Quốc tang Đại tướng Võ Nguyên Giáp.
- Chuyển giờ phát số ngày 13 tháng 2 năm 2010 (30 Tết) sang 07:00 ngày 14 tháng 2 năm 2010 (mùng 1 Tết); số ngày 9 tháng 2 năm 2013 (29 Tết) sang 13:00[29]; Số ngày 27 tháng 1 năm 2017 (30 Tết) sang 15:10 ngày 28 tháng 1 năm 2017 (mùng 1 Tết); số ngày 24 tháng 1 năm 2020 (30 Tết) sang 10:00 do trùng với thời điểm hòa sóng VTV cho chương trình đón giao thừa Tết Nguyên Đán Xuân Canh Dần 2010, Xuân Quý Tỵ 2013, Xuân Đinh Dậu 2017 và Xuân Canh Tý 2020.
- Chuyển giờ phát sóng số ngày 16 tháng 2 năm 2018 (mùng 1 Tết) sang 15:00 cùng ngày do trùng với lịch phát sóng các chương trình dịp Tết Nguyên Đán Xuân Mậu Tuất 2018.
- Chuyển giờ phát sóng số ngày 8 tháng 2 năm 2019 (mùng 4 Tết) sang 15:30 cùng ngày do trùng với lịch phát sóng các chương trình dịp Tết Nguyên Đán Xuân Kỷ Hợi 2019.

#### Chúng tôi - Chiến sĩ
- Chuyển khung giờ phát sóng số ngày 12 tháng 2 năm 2021 (mùng 1 Tết) trên VTV3 sang 09:00 ngày 13 tháng 2 năm 2021 (mùng 2 Tết) do trùng với lịch phát sóng các chương trình dịp Tết Nguyên Đán Xuân Tân Sửu 2021.
- Chuyển khung giờ phát sóng các số từ 17 tháng 4 năm 2021 trên VTV6 sang 20:30 tối thứ 6, thay vào đó là phát sóng các chương trình do Ban Thanh thiếu niên - Đài Truyền hình Việt Nam thực hiện và truyền hình trực tiếp các trận đấu tại Giải bóng đá vô địch quốc gia Đức mùa giải 2020 - 2021.
- Không có các số ngày 19 tháng 6 năm 2021; 23, 30 tháng 7 năm 2021; 6 tháng 8 năm 2021; 26 tháng 11 năm 2021; 17 tháng 12 năm 2021; 21 tháng 1 năm 2022 trên VTV6 do trùng với thời điểm truyền hình trực tiếp vòng bảng Giải vô địch bóng đá châu Âu 2020, các nội dung thi đấu tại Thế vận hội Mùa hè 2020, các trận bán kết tại Giải cầu lông Indonesia mở rộng 2021, các trận tứ kết tại Giải cầu lông vô địch thế giới 2021 và vòng bảng Cúp bóng đá nữ châu Á 2022.
- Lùi thời điểm các số từ 4 tháng 2 năm 2022 (Mùng 4 Tết) đến 8 tháng 4 năm 2022 sang tuần kế tiếp, do trùng với thời điểm phát lại chương trình Gala cười 2022.